# Isabel Ruiz López
Isabel Ruiz (San Salvador, El Salvador, 26 de febrero de 1966), periodista y publirelacionista salvadoreña, comenzó su carrera en los medios en Canal 10 Televisión Nacional de El Salvador en el programa El Tribunal del Saber a los 14 años, estudió Licenciatura en Periodismo en la Universidad de El Salvador, pionera de los servicios de Relaciones Públicas en Agencias de Publicidad, trabajó por más de 15 años en McCann, primero como Weber Shandwick El Salvador y luego como O&R Public Relations.

## Estudios
Graduada de la Universidad de El Salvador como Licenciada en Periodismo, además estudió producción de televisión y Radio en la Universidad de la Florida, dentro del Programa Centroamericano de Periodistas PROCEPER, donde también estudió Relaciones Públicas.

## Trabajo
Incursiona en los medios a través de Canal 10 TV educativa (1980 a 1985) cuando tenía 14 años, conduciendo el programa en vivo El Tribunal del saber, al terminar el colegio en 1984, y un año después de ingresar a estudiar periodismo en la universidad, en medio de la guerra civil salvadoreña, tuvo la oportunidad de comenzar a ejercer la profesión de periodismo en Radio Cadena YSU (1984 – 1988).

Después pasa a ser reportera en noticieros de televisión, iniciando en Noticiero al Día de Canal 12 (1989 – 1991) luego en El Noticiero de Canal 6 (1991 – 1995), en TCS tiene la oportunidad de trabajar como Jefe de Prensa de TCS Noticias (1995 – 1998) para luego pasar a Megavisión Canal 21 también como Jefe de Prensa (1998 – 2000).
En el año 2000 fue llamada por McCann Worldgroup en El Salvador para fundar una agencia de relaciones públicas, así inició WeberShandwick El Salvador agencia que con los años pasó a llamarse O&R Public Relations, y que es parte del grupo O&R Marketing Communications.

Isabel ha trabajado en su carrera de comunicadora, como locutora – operadora, en Radio Aries, Radiópolis, FAMA Stereo y desde 2014 está al frente de una radio Revista en Radio Cadena Cuscatlán, llamada Pásala Bien!, un programa a través del cual trata de inyectar positivismo y ayudar a proyectar el turismo interno en El Salvador.